# Seymour Jonathan Singer
Seymour Jonathan Singer (1924 – 2017) là nhà sinh vật học người Mỹ. Ông cùng với Garth Nicolson đưa ra mô hình cấu tạo của màng tế bào được gọi là mô hình khảm động vào năm 1972.